# Crassula tenuicaulis
Crassula tenuicaulis är en fetbladsväxtart som beskrevs av Schönl.. Crassula tenuicaulis ingår i släktet krassulor, och familjen fetbladsväxter. Inga underarter finns listade i Catalogue of Life.